# Jack Frusciante è uscito dal gruppo (film)
Jack Frusciante è uscito dal gruppo è un film del 1996 diretto da Enza Negroni, tratto dall'omonimo romanzo di Enrico Brizzi, che partecipa come autore della sceneggiatura.

## Trama
Il film tratta la storia di un adolescente bolognese, Alex, e dei suoi tormenti tardo adolescenziali. Alex, iscritto al penultimo anno del "bigio" Liceo Caimani e bassista di un gruppo punk rock formato assieme ai suoi amici di sempre, un giorno riceve la telefonata di una ragazza che conosce di vista, Adelaide detta Aidi, che gli propone di cominciare a studiare insieme. I due cominciano a frequentarsi sempre più assiduamente fino a che, poco a poco, Alex s'innamora di Aidi. La ragazza, però, prende tempo sapendo di aver vinto una borsa di studio per gli Stati Uniti l'anno seguente. Alex reagisce alla frustrazione trascurando la ragazza e dandosi al divertimento con gli amici. Alla fine di una serata in discoteca, l'amico più grande Martino, figlio di una famiglia benestante della città, viene trovato in possesso di droga, arrestato e rilasciato poco dopo. Il colpo è tremendo, sia per lui che per Alex. Caduto in forte depressione, Martino si suicida con la pistola del padre. Alex, che riceve la lettera di suicidio di Martino, è sconvolto. Non sapendo in chi trovare supporto e non potendosi rifugiare nella sua famiglia, ritrova un appoggio in Aidi. Sarà solamente grazie a lei che Alex riuscirà a riacquistare la serenità. Questa dolorosa circostanza riavvicinerà i due e forse li legherà ancora più di quanto già non fossero. Alla fine dell'anno, in occasione della festa di arrivederci per Aidi, i due avranno finalmente il coraggio di dichiararsi, anche se in ritardo. Il distacco per Alex sarà doloroso.

### Titolo
Il titolo si riferisce a un fatto realmente accaduto nel 1992: John Frusciante, chitarrista dei Red Hot Chili Peppers, lascia inaspettatamente il gruppo, durante una tournée all'apice della popolarità. Nel libro l'episodio è oggetto di una breve riflessione da parte del protagonista e l'"uscire dal gruppo" diventa simbolo dell'uscita dalla consuetudine, dagli schemi sociali. Il nome di Frusciante fu poi cambiato da John in Jack per non incorrere in possibili problemi per questioni di diritti d'autore.
Nella pellicola invece non vi è menzione della vicenda, il che lascia il titolo decontestualizzato. I Red Hot Chili Peppers non compaiono nemmeno nella colonna sonora; vengono solo citati da Alex in un dialogo con Aidi.

## Produzione
La produzione, che ha contato su un finanziamento di 1 549 000 000 di lire, vede la regia di Enza Negroni, che ha firmato anche la sceneggiatura insieme a Enrico Brizzi, Massimo Canalini ed Ennio Montanari. Brizzi però si è allontanato in breve tempo dalla produzione, lamentando la lontananza del progetto dallo spirito del libro e la "molta approssimazione e troppa fretta, a scapito dell'interesse artistico". La produzione, la location e il casting sono stati diretti dall'agenzia Wonderfil di Isabella Aldrovandi e Roberta Barboni; la scenografia è stata curata da Giancarlo Basili, la fotografia da Alessio Torrisi e i costumi da Angelo di Lugo; l’operatore di macchina era Roberto Cimatti.
Nella pellicola compaiono i cameo di Freak Antoni degli Skiantos e del comico Davide Dalfiume. Gli stessi Skiantos compaiono in una scena del film.

### Riprese
Il film fu girato interamente a Bologna. Le location interessate sono state: via Saragozza, via Urbana, via Rizzoli, il Liceo Galvani in via Castiglione, via San Mamolo, via Indipendenza, il ponte sulla stazione ferroviaria in via Matteotti, l'ex seminario in via Codivilla, il centro culturale Link in via Fioravanti, il portico del Pavaglione, piazza Santo Stefano, piazza di Porta San Mamolo, piazza Galvani, piazza Ravegnana (sotto le Due torri), la chiesa di San Giuseppe in via Bellinzona, i giardini Margherita, la piscina dello stadio Dall'Ara e il parco Cavaioni sui colli.

## Colonna sonora
La colonna sonora è stata pubblicata dal Consorzio Produttori Indipendenti; tutte le musiche sono state selezionate da Umberto Palazzo tranne Jackpunk, scritta appositamente per il film dalla band Frida Frenner con testo di Enrico Brizzi e Giovanni Cattabriga.
1. Umberto Palazzo e il Santo Niente – È aria – 3:28
2. Joy Division – A Means to an End – 4:09
3. Quicksand – Simpleton – 2:39
4. Marlene Kuntz – 3 di 3 – 4:47
5. Disciplinatha – Ultima fatica – 4:23
6. The Jam – In the City – 2:21
7. dEUS – Jigsaw You – 2:30
8. Faith No More – Digging the Grave – 3:08
9. Quicksand – Thorn in my Side – 2:40
10. Marlene Kuntz – Nuotando nell'aria – 5:23
11. Orb – Valley – 7:40
12. Pulp – Mis-Shapes – 3:49
13. C.S.I. – La Lune du Prajou – 3:30
14. Orbital – Crash and Carry – 4:47
15. Faith No More – Get Out – 2:21
16. C.S.I. – A tratti (Datura Excelsitas Remix) – 4:37
17. Frida Frenner – Jackpunk – 2:24
18. Umberto Palazzo e il Santo Niente – Generazioni – 3:20
19. Pulp – Bar Italia – 3:43

## Accoglienza

### Critica
Girato solo due anni dopo l'uscita del romanzo, il film non ebbe lo stesso successo di pubblico: venne apprezzata l'atmosfera "generazionale" e bolognese dello sfondo, ma criticata la leggerezza dei temi e la banalizzazione dei contenuti della trama, ridotta a una storia sentimentale adolescenziale e pubblicitaria. Un altro punto critico fu la sproporzionata differenza di età tra gli attori (troppo grandi) e i personaggi. Inoltre la colonna sonora, seppur ritenuta adeguata a ricreare le atmosfere del romanzo, costituì una selezione dei riferimenti musicali originariamente citati da Brizzi. Alberto Castellano, su Il Mattino del 29 aprile 1996, definisce Stefano Accorsi e Violante Placido "efficaci", mentre i genitori Ivano Marescotti e Athina Cenci "sembrano macchiette"; inoltre "lo stile è approssimativo e la regia modesta".
Lo stesso Enrico Brizzi lamentò l'eccessiva disinvoltura dei cambiamenti, denunciando anche la scarsa politicizzazione nella resa dell'opera e il cambiamento del finale; per l'autore l'esperienza fu "una delusione" e "un insuccesso personale".

## Riconoscimenti
- 1996 – Efebo d'argento[28]
- 1996 – Premio "Stella D'argento Mercedes" Città di Castello[28]
- 1996 – Premio Città di Rovigo[28]
- 1996 – Prix Jeune Jury, Villerupt[28]
- 1996 – Prix du Public, Villerupt[28]
- 1997 – Rayon D'Argent, Haiange[28]